# François Eudes de Mézeray
François Eudes de Mézeray, född 1610 i Ri, död den 10 juli 1683 i Paris, var en fransk historieskrivare. Han var bror till Jean Eudes.
Mézeray var krigskommissarie under flamländska fälttåget 1635 och ägnade sig från 1637 med utomordentlig iver åt historiska studier. Han blev 1649 medlem av Franska akademien och 1675 dess ständige sekreterare. Mézerays Histoire de France (3 band, 1643–1651) mottogs med stort bifall och är ett ganska förtjänstfullt arbete för tiden från och med Ludvig IX, även med avseende på säkerhet i uppgifter. I ett sammandrag av nämnda verk, Abrégé chronologique ou Extrait de l'histoire de France (1668), uttalade Mézeray sig så skarpt om beskattningsförhållandena i Frankrike, att Colbert till straff indrog en pension, vilken Mézeray uppbar som kunglig historiograf. En staty över Mézeray är rest i Caen.